# Suha Araj
 (mai 2025).
Suha Araj est une réalisatrice et scénariste américano-palestinienne.

## Biographie
Suha Araj a grandi dans l'Ohio aux États-Unis, dans les années 1980 et 1990 au sein d'une famille d'origine palestinienne. Elle réside actuellement[Quand ?] à Brooklyn, New-York. Son parcours artistique a débuté par des installations et des projets curatoriaux, notamment au sein du comité de sélection du Arab Film Festival (en) de San Francisco, où elle a siégé de 2002 à 2009. Elle a également fait partie du comité consultatif du Lunafest, un évènement culturel annuel organisé par les associations culturelles étudiantes à Eindhoven, aux Pays-Bas.

## Carrière
Araj a réalisé son premier film en 2001, un court-métrage intitulé I am Palestine, un collage de vidéos sur l'expérience identitaire des Palestiniens sous le prisme de la situation géopolitique de leurs territoires. Sa carrière cinématographique commence avec son second court-métrage, The Cup Reader (2013), une comédie tournée en Palestine sur une voyante spécialisée dans la lecture du marc de café. Le film a été présenté en première mondiale au Festival du film de Tribeca et a remporté le prix "Next Great Filmmaker" au Berkshire International Film Festival (en) ainsi qu’un prix au Baghdad International Film Festival.
En 2015, elle réalise Pioneer High, un court-métrage se déroulant en 1969, centré sur une lycéenne palestinienne qui défie les normes vestimentaires de son école, déclenchant involontairement une révolution.
Son film Rosa (2020) raconte l’histoire d’une fleuriste new-yorkaise qui, en parallèle de son activité principale, aide à rapatrier clandestinement les corps d’immigrés sans papiers vers leurs pays d’origine. Le film a été soutenu par le programme "Through Her Lens" de Tribeca et Chanel et a remporté plusieurs prix au BlackStar Film Festival.
En 2024, Araj présente Mashed Potatoes, un court-métrage diffusé pour la première fois au Woodstock Film Festival (en) et actuellement en tournée, qui explore les tensions sur la dépiction du Moyen-Orient dans les médias au sein d'un couple de la diaspora après les attentats du 11 septembre 2001.
Son cinéma est centré autour des histoires des diasporas arabes, et elle s'intéresse plus précisément à la confrontation provoquée par le fait de vivre entre deux cultures.
Elle explique que, bien que les films politiques indépendants et les documentaires soient essentiels, notamment pour un public libéral comme celui de San Francisco, beaucoup de membres de la communauté arabe recherchent avant tout des œuvres divertissantes. « Ils voulaient voir une facette plus légère, différente d’eux-mêmes à l’écran. Je me suis dit qu’il n’y avait pas beaucoup d’histoires arabes avec ce sens du plaisir et de l’évasion », dit-elle. C’est ce qui l’a motivée à créer ce type de récits.
Son dernier long métrage, Khsara (Pickled), en développement depuis 2010, est un film initiatique à propos d'une femme arabe astrophysicienne, accomplie dans sa carrière professionnelle mais qui ne se marie pas à temps selon ses proches. 

## Engagements et autres activités
En plus de son travail de réalisatrice, Suha Araj est cofondatrice de DivineCaroline.com, une plateforme de publication dédiée aux voix féminines. Elle a également été enseignante au Tribeca Institute et a participé à divers programmes de développement cinématographique, notamment le Sundance Screenwriters Lab, le TorinoFilmLab, le Berlinale Talent Campus et le Cine Qua Non Lab.

## Filmographie
- I am Palestine (2003) — Court-métrage
- The Cup Reader (2013) — Court-métrage
- Pioneer High (2015) — Court-métrage
- Rosa (2020) — Court-métrage
- Mashed Potatoes (2024) — Court-métrage
- Khsara (Pickled) — Long-métrage (en développement)